# Louis Mercanton
Pour les articles homonymes, voir Mercanton.
Louis Mercanton est un réalisateur, scénariste, acteur et producteur de cinéma franco-suisse, né le 4 mai 1879 à Nyon (Canton de Vaud, Suisse) et mort le 29 avril 1932 à Neuilly-sur-Seine.

## Biographie
Louis Mercanton est originaire de Nyon. Il est éduqué en Angleterre et commence une carrière théâtrale en 1904 en Afrique du Sud. Six ans plus tard, il est scénariste de film avec Shylock, le marchand de Venise en 1910. Il entre ensuite dans une longue collaboration avec  Henri Desfontaines mettant en scène et réalisant des adaptations littéraires ou des films historiques, comme La Dame aux camélias ou comme L'Assassinat d'Henri III. Le film muet La Reine Élisabeth avec Sarah Bernhardt dans le rôle principal rencontre un immense succès tant en France qu'à l'étranger, notamment aux États-Unis. Sarah Bernhardt joue encore pour eux dans Adrienne Lecouvreur, tenant le rôle-titre. Désormais le cinéma n'est plus considéré comme un art mineur destiné à un public inculte.
Pendant la guerre de 1914-1918, il écrit les scénarios de plusieurs films de René Hervil, dont Les Mères françaises, film de propagande anti-allemande sorti en 1917 avec encore Sarah Bernhardt.
Il a été à l'origine d'une innovation technique en France: il utilisa le premier un groupe électrogène monté sur un camion pour pouvoir tourner la nuit en extérieurs.
Louis Mercanton est le père de l'acteur Jean Mercanton. Il est mort en avril 1932 d'une crise cardiaque, alors qu'il travaillait à la réalisation du film Passionnément.

## Filmographie

### Comme réalisateur
- 1911 : L'Assassinat d'Henri III
- 1911 : La Dame aux camélias
- 1912 : La Reine Élisabeth / Les Amours de la reine Élisabeth
- 1913 : Le Spectre du passé (film) avec René Hervil
- 1913 : Anne de Boleyn
- 1913 : Adrienne Lecouvreur
- 1914 : Vendetta
- 1914 : La Remplaçante avec René Hervil
- 1915 : Sadounah
- 1915 : Jeanne Doré avec René Hervil, d'après Tristan Bernard
- 1916 : Le Tournant avec René Hervil
- 1916 : Suzanne, professeur de flirt avec René Hervil
- 1916 : Manuella avec René Hervil
- 1916 : Le Lotus d'or
- 1917 : Le Tablier blanc avec René Hervil
- 1917 : La P'tite du sixième avec René Hervil
- 1917 : Oh ! Ce baiser !
- 1917 : Midinettes avec René Hervil
- 1917 : Mères françaises avec René Hervil
- 1917 : Le Torrent avec René Hervil
- 1918 : Un roman d'amour et d'aventures
- 1918 : L'Ange de minuit / Bouclette avec René Hervil
- 1920 : L'Appel du sang
- 1920 : Miarka, la fille à l'ourse
- 1922 : L'Homme merveilleux
- 1922 : Phroso
- 1923 : La Voyante
- 1923 : Sarati le terrible
- 1923 : Aux jardins de Murcie
- 1924 : Les Deux Gosses
- 1925 : Monte-Carlo
- 1926 : La Petite bonne du palace
- 1926 : Cinders
- 1927 : Croquette, une histoire de cirque / Croquette)
- 1929 : Vénus
- 1930 : La Lettre
- 1930 : Bon appétit Messieurs
- 1930 : Le Mystère de la villa rose
- 1930 : The Nipper
- 1930 : Chérie
- 1931 : Une idée de génie
- 1931 : Le Bouif au salon, court-métrage d'après la série du Bouif
- 1931 : Studenter i Paris
- 1931 : Popaul veut dormir
- 1931 : Ohé ! Ohé !
- 1931 : Octave
- 1931 : A Man of Mayfair
- 1931 : La Disparue
- 1931 : Le Collier de perles
- 1931 : La Brigade du bruit
- 1931 : Marions-nous
- 1931 : Su noche de bodas (version espagnole de Marions-nous)
- 1931 : These Charming People
- 1932 : La Femme-poisson
- 1932 : Il est charmant
- 1932 : Cognasse
- 1932 : Passionnément

### Comme scénariste
- 1910 : Shylock, le marchand de Venise (Shylock)
- 1914 : Vendetta
- 1916 : Le Tournant
- 1916 : Suzanne, professeur de flirt
- 1916 : Suzanne
- 1916 : Manuella
- 1917 : Le Tablier blanc
- 1917 : La P'tite du sixième
- 1917 : Oh! Ce baiser!
- 1917 : Midinettes
- 1920 : L'Appel du sang
- 1920 : Gosse de riche
- 1923 : Aux jardins de Murcie avec René Hervil
- 1924 : Les Deux Gosses
- 1926 : La Petite Bonne du palace
- 1927 : Croquette, une histoire de cirque (Croquette)

### Comme acteur
- 1926 : La Petite Bonne du palace
- 1932 : La Femme-poisson

### Comme producteur
- 1920 : L'Appel du sang
- 1920 : Miarka, la fille à l'ourse
- 1929 : Vénus